# Breakers
Breakers (ブレイカーズ) Es un juego de peleas desarrollado por Visco, el cual se lanzó para Neo Geo MVS  el 17 de diciembre de 1996. Posteriormente apareció para Neo-Geo AES el 21 de marzo de 1997 y para Neo Geo CD el 25 de abril de 1997.
Una versión actualizada llamada Breakers Revenge (ブレイカーズリベンジ) se lanzó exclusivamente para arcades el 3 de julio de 1998.

## Jugabilidad
Los controles del juego son similares a aquello de SNK plazos más tempranos en su serie de Fatal Fury (particularmente Fatal Fury 2, Special y Fatal Fury 3). Las acciones especiales son también similares a otros juegos de luchar de la misma era, a pesar de que el correr y las técnicas que dan un paso atrás tender para diferir entre caracteres (algunos de ellos rodarán en el piso por ejemplo). Además, el jugador puede mover mientras manteniéndose en pie después de una caída. El sistema de juego enfatiza equilibrio entre caracteres por presentar un elaborar característica de ajustamiento del daño.
El jugador también puede realizar super movimientos por acumular energía en su barra de poder y realizando el comando correspondiente (la barra de poder puede ser rellenado a tres niveles). Para acumular energía en la barra de poder, el jugador tiene que realizar acciones especiales como burlas, correr, dar un paso atrás, rodar, etc. como la mayoría de los juegos del género, el jugador puede cancelar un movimiento regular a un movimiento especial o movimiento especial a un super movimiento, pero el jugador también puede conectar uno super movimiento a otro hasta su barra de poder corre fuera, dejando el jugador para actuar acrobático combos. Debido a su énfasis encima ajustamiento de daño,  es duro a spam los mismos ataques para daño grande.
Los partidos sigue el estándar 1 vs 1 al mejor de dos o de a tres, formato que le gusta más a los videojuegadores, pero una pelea puede durar hasta cinco asaltos si no hay un ganador definido en rondas anteriores (el juego acabará si ambos luchadores pierden la quinta ronda y #ninguno puntos de bonificación serán otorgados si uno gana la quinta ronda). En el modo de jugador solo, si el CPU utiliza el mismo carácter como el jugador, entonces el CPU-la exhibición de nombre del carácter controlado tendrá un nombre diferente.
Las versiones caseras del juego se lanzaron para la Neo-Geo AES y la Neo-Geo CD. Ambas versiones presentan un menú de opciones con unsound test que permite al jugador escuchar la música del juego, efectos de sonido y voces. La versión de CD añade un 2-jugador Versus Modo y un Modo de Supervivencia.  La música es también ligeramente-arregló. El jefe final Bai-Hu es también un playable carácter en la versión de CD.

### Breakers Revenge
Breakers Revenge es una versión actualizada de Breakers que fue lanzada exclusivamente para arcade. Introduce un nuevo personaje llamado Saizo y hace al jefe final Bai-Hu un personaje seleccionable. Ajustamientos de marcas de la venganza al existiendo lanzados de caracteres y se equilibra el juego en general. Aun así, la intro es casi idéntica a la del primer juego y sus gráficos son similares a los de Breakers; aun así, la barra de vida fue modificada y tiene un look diferente comparada al primer juego, mientras algunos gráficos de algunos escenarios fueron removidos (por ejemplo las banderas de la etapa de Sho Kamui).

## Historia
Este resumen se ha traducido del manual de las versiones caseras de Breakers:
En algún lugar de Hong Kong, dos maestros de las artes marciales afrontan cada cual otro en un patio vasto. El challenger es un stout hombre en piel marrón. La tierra ha sido tainted con sangre. Aun así, su crescent la hoja no ha tocado su adversario todavía. Sea un un -sided batalla. Sea ya agotado y no sea mucho tiempo antes de que 　caiga. "Fool,  devendrás uno de mi familiar" resounded la voz del adversario, cuando el challenger @crumble al piso y estuvo convertido en arena.
El Fighting Instinct Tournament, o FIST, es un torneo como feroz como su propio nombre indica. no había ninguna escasez de artistas marciales quién introdujo el torneo que busca fama, y todavía había muchos quién dejó el torneo como cadáveres. El último challenger quién queda en este torneo anárquico consigue para desafiar el organizador del torneo, la Cabeza del Huang Financiero Clique, para la posibilidad de ganar el dinero de premio masivo. El artista marcial quiénes pueden dirigir derrotar le obtendrá el honor de verdaderamente llamándole o ella el más fuerte. Aun así, ninguno de los artistas marciales quién estuvo escogido para desafiar el campeón en un partido final privado ha nunca volver vivo. Nadie sabe cuándo exactamente el torneo está aguantado, desde único una voluntad avara era spiraling allí. El patrocinador es de hecho un espíritu de mal quién poseyó el cuerpo de un hombre moderno de Hong Kong quién ha establecido un sistema de selección para amplificar sus poderes oscuros. El torneo de FIST ha reunido participantes numerosos de alrededor del globo y otro sacrificio serán escogidos este año.

### Personajes principales
El original Breakers presenta un roster de ocho personajes seleccionables y un jefe que solo es seleccionable en las versiones de domésticas. Además, cada personaje seleccionado tiene una paleta de manera diferente nombrada-swapped altera-ego que cada cara de carácter durante el modo de jugador solo en vez del clon habitual. Breakers Revenge introduce un nuevo personaje y gira el jefe a un personaje seleccionable también.
- Sho Kamui  (神威 翔 Kamui Shō?) - El carácter de ventaja. Un exponente de kárate joven de Japón quién está persiguiendo fuerza. En el 1994 Cristal de prototipo Legado,  sea sabido cuando Takeshi Kamui(神威 武, Kamui Takeshi)?  ).

- Lee Dao-Long (李 刀龍 Rī Taoron?,  Pinyin: Lǐ Dāolóng) - rival de Sho y sénior.  Un joven coreano quién practica un arte marcial chino llamó el "Puño Vacío." En el 1994 Cristal de prototipo Legado,  sea sabido cuando Parque Tong Shin(朴 東勝?, Pinyin:Piáo Dōngshèng), y lleva un ligeramente diferente outfit.

- Tia Langray (ティア・ラングレー Tia Rangurē?) (Actor de voz: Minako Arakawa) - Un luchador hembra en un leotardo rojo y la cinta famosa para sus chuts.  Su nombre en el 1994 Cristal de prototipo el legado era Shelly Tarlar, el cual estuvo dado a su clon counterpart en Breakers. Su versión de prototipo lleva un ligeramente diferente outfit.

- Pielle Montario (ピエール・モンタリオ Piēru Montario?) - Un noble hombre italiano que lucha con el arma de un tirador (la mayoría probablemente un épée o sable) y el poder de relámpago. En el 1994 Cristal de prototipo Legado, su nombre estuvo deletreado cuando Pierre Montalio, con el "l" es y "r" cambió.

- Condor Heads (コンドル・ヘッズ, Kondoru Hezzu? ) - Un luchador americano Nativo quién utiliza un potente grappling estilo. En el 1994 Cristal de prototipo Legado,  sea sabido como Rojo Gigars, un nombre dado a su clon counterpart.

- Shiek Maherl (シーク・マハール Shīku Mahāru?) - Un hombre árabe achaparrado quién lucha con un scimitar y proyectiles de fuego de los usos, pero también se puede hinchar como un balón. En el 1994 Cristal de prototipo Legado,  sea sabido cuando Sahl Mahal (サージ・マハール?) Mahal(サージ・マハール?).

- Rila Estansia (ライラ・エスタンシア Raira Esutanshia?) - Un salvaje-hearted protector del wilderness y bosques del Amazon quién ataca con su claws y velocidad. En el 1994 Cristal de prototipo Legado,  sea sabida cuando Virgo Sandra, el cual estuvo dado a su contraparte clon en Breakers.

- Alsion III (アルシオンⅢ世 Arushion Sansei?) - Un undead egipcio antiguo con estilo goma limbs quién utiliza eléctrico y ataques de veneno. A diferencia de otros caracteres, en el 1994 Cristal de prototipo Legado, su nombre principal es el mismo nombre en Breakers, y era tampoco cambiado a un nombre diferente, ni dado a su clon counterpart.

- Huang Bai-Hu (黄 白虎?, Romaji: Hoan Paifū, Pinyin: Huáng Báihǔ) - el jefe final del juego.  Presuntamente el artista marcial más fuerte del mundo,  es un espíritu de mal quién matado Dao-Largo padre y poseyó su cuerpo.  En el 1994 Cristal de prototipo Legado,  sea sabido como Dostov.

- Tobikage Saizo (飛影 才蔵? ) - Un ninja quién busca venganza en Bai-Hu para el slaughter de su clan. Suyo ataca fuego de uso y varios animales. Es el carácter nuevo único en Breakers Revenge.

### Personajes clones
Durante el modo de un jugador, en vez de luchar con un clon del personaje, el jugador afrontará a un personaje diferente, con otro nombre, y de diferente color. Aunque estos alter-egos tienen nombres diferentes e historias distintas, son iguales a los personajes principales.
- Jin Sawamura (沢村 陣, Sawamura Jin?  ) - Sho Es alterar-ego, nombrado después de un empleado de compañía de juego seguro. Un kárate maestro quién es Sho y Dao-Largo sénior. Un seguidor grande del TUBO de grupo de la banda.
- Wáng Liu-Khai (王 劉凱? ) - Dao-Long es alterar-ego, a pesar de que no tiene ninguna conexión con él. se molesta su novia para dejarle y aspira para devenir un actor de voz.
- Shelly Tarlar (シェリー・ターラー?) Tarlar (シェリー・ターラー?) - Tia es alterar-ego. Una mujer kickboxer quién luchó el hermano de Tia antiguamente y es una celebridad local en su ciudad natal. Posee el tan-Gema "llamada de Agua".
- George (ジョルジュ? ) - Pielle Es alterar-ego. Un galo quién era una vez atracado durante un viaje a Italia y ha harbored una aversión para italianos nunca desde entonces.
- Red Gigars (レッドギガース?) - El cóndor es alterar-ego. Es un pariente distante de Cóndor cuyo clan comparte una ascendencia común con Cóndor es. Posee el tan-Gema "llamada de Tierra".
- Javar (ジャバァ? ) - Maherl Es alterar-ego. Un alegre butcher quién utiliza su butchering hoja como arma de combate.
- Virgo Sandra (ヴァーゴ・サンドラ?) Sandra (ヴァーゴ・サンドラ?) - Rila Es alterar-ego. Una mujer quién estuvo confiado a la "tribu de bosque" como un huérfano y estuvo levantado por una culebra giganta. Posee el tan-Gema "Verde llamada". Su apellido, "Sandra", proviene el pueblo donde vive.
- Atoum (アトゥーム? ) - Alsion III es alterar-ego. Un seguidor de civilización antigua quién viste arriba como una momia. Cuándo es en esta forma,  pueda utilizar las técnicas del "Faraón Taijutsu" estilo. En realidad,  es un descendiente de Alsion III.
- Yukikage (雪影? ) - Saizo Es alterar-ego. Como su counterpart,  aparece sólo en Breakers Revenge. Es incierto si es un real ninja o justo un fanatic a apósito le gusta uno.

## Desarrollo
Breakers fue originalmente anunciado en 1993 bajo el título de Crystal Legacy en Inglés, o Tenrin no Syo  Chicago (天麟の書　死嘩護?) En Japonés. El juego primero fue anunciado en el artículo principal de Game Hisshō  Guide (ゲーム必勝ガイド?) , publicado por Byakuya Shobo en 1993, mientras que el primer artículo de Game Center Tenkoku (ゲーセン天国?) fue publicado por Tokuma Shoten durante ese mismo año, revelando la primera captura del juego. Un artículo de la revista Geibunsha  Super Gamers publicó una guía de estrategias para el prototipo, el cual difiere de la versión final por tener sólo un movimiento especial que ocupa solo una barra de energía, además los nombres de los movimientos y sus comandos son diferentes para algunos de los personajes, y teniendo el mismo movimiento final Super con todos los botones (ABCD simultáneamente) para todos los personajes.
Tenrin no Syo  experimentó un location test en junio de 1994 en el Famil game center, cercano a Shiinamachi Statión, y fue más tarde mostrado en el AM Show durante el mismo año. posterior a ello, el juego fue renovado y re titulado Breakers

## Recepción
Aunque este juego es bastante desconocido en la escena arcade y Neo Geo en general, tiene su nicho que le es muy fiel. Además de que Breakers Revenge nunca se lanzó en sistemas domésticos, los ports de Breakers nunca fueron lanzados fuera de Japón, empujándolo a la más profunda oscuridad. Debido a su estado y notoriedad como juego de culto, todavía pueda ser visto en algún torneo de juegos de pelea japonés y de algún que otro país.